# Harold Solomon
Harold Solomon, född 17 september 1952 i Washington, D.C., USA, är en amerikansk högerhänt tidigare professionell tennisspelare. Solomon blev proffsspelare 1972 och rankades perioden 1976-80 som en av världens tio bästa singelspelare. Som bäst var han nummer 5 (september 1980).
Solomon upptogs 2004 i International Jewish Sports Hall of Fame.

## Tenniskarriären
Solomon vann totalt 22 singeltitlar och en dubbeltitel som proffs, men ingen av de fyra Grand Slam-turneringarna. Han nådde däremot singelfinalen i Franska öppna 1976 som han förlorade mot italienaren Adriano Panatta. Säsongerna 1974 och 1980 nådde han som singelspelare semifinalen i samma turnering. Han spelade semifinal i US Open 1977.
Trots att han vann endast en dubbeltitel rankades han så högt som nummer 4 i världen 1976 tillsammans med sin partner Eddie Dibbs.
Solomon deltog i det amerikanska Davis Cup-laget 1972-1974 och 1978. han spelade totalt 13 matcher och vann 9 av dem.

## Spelaren och personen
Harold Solomon var en relativt småväxt spelare (längd 167 cm, vikt 58 kg) som kompenserade detta med ett metodiskt långsamt spel och en kraftfull dubbelfattad backhand.
Han var styrelseledamot i ATP:s styrelse 1979-83 och 1985-87 och organisationens president 1980-83.
Efter avslutad aktiv tenniskarriär har Solomon från tidigt 1990-tal fungerat som tränare för ett flertal spelare, däribland under en femårsperiod Mary Joe Fernández. Han har också tränat Jennifer Capriati, Monica Seles, Mirjana Lucic, Anna Kournikova och Daniela Hantuchova med flera.

## Grand Slam-finaler, singel (1)

### Finalförluster (1)
| År   | Mästerskap    | Finalmotståndare | Resultat           |
| 1976 | Franska öppna | Adriano Panatta  | 1–6, 4–6, 6–4, 6–7 |

## ATP/WCT-titlar
- Singel
  - 1974 - Washington
  - 1975 - Toronto inomhus, Memphis, Perth, Johannesburg
  - 1976 - Washington, Houston, Louisville, Maui, Johannesburg
  - 1977 - Bryssel, Cincinnati, WCT:s mästarturnering
  - 1978 - Las Vegas, Louisville
  - 1979 - Baltimore, North Conway, Paris inomhus
  - 1980 - Baltimore, Hamburg, Cincinnati, Tel Aviv
- Dubbel
  - 1976 - Washington